# Konevo
Konevo (Bulgaars: Конево) is een dorp (село) in de Bulgaarse oblast  Razgrad. Het dorp ligt in de gemeente Isperich en telde op 31 december 2019 zo’n 66 inwoners, uitsluitend etnische Bulgaren (99%). De afstand tussen de Bulgaarse hoofdstad Sofia en het dorp Konevo is 311 kilometer, terwijl Razgrad op 36 kilometer afstand ligt verwijderd.

## Bevolking
In de periode 1934-1956 nam de bevolking van Konevo met 47% toe. Sinds de telling van 1956 is de bevolking drastisch afgenomen. Op 31 december 2019 telde het dorp 66 inwoners, nagenoeg uitsluitend etnische Bulgaren.
| Inwonersaantal | 328 | 404 | 482 | 478 | 303 | 243 | 176 | 141 | 95 | 66 |